# 茉莉花 (民歌)

目前最流行的中文版《茉莉花》樂譜

《茉莉花》，是一首中国民歌，该曲历史久远，最早源于清朝乾隆年间，初名为《鲜花调》，一直为民间小调。《茉莉花》在中国多个地区有多个版本流传，各个版本的曲调、歌词往往大同小异。现在流传最广的是六合、扬州、天长到泰州一带的民歌。《茉莉花》在中国民歌中有很高的地位，更在海内外华人和西方音乐界中广为流传。

## 历史
- 乾隆年间刊印的《缀白裘·花鼓》中记载，《鲜花调》(《茉莉花》)又名《打花鼓》，是剧中人物在戏剧中唱的一首插曲。[1]
- 1792年，英国国王乔治三世派遣自己的表兄马嘎尔尼勋爵率使团以贺乾隆帝80大寿为名出使中国。约翰·巴罗是使团的财务总管，后来担任了马嘎尔尼的私人秘书。约翰·巴罗和使团的一位德籍翻译惠特纳都深深喜欢上了中国民歌《鲜花调》(《茉莉花》)，并把它带回了欧洲。[2]
- 清朝外派大臣李鴻章訪問歐洲時，各國代表輪流唱國歌。當時中國未有國歌，所以找了一首王建的七绝诗加以改编，后来成为清朝对外场合之代国歌。称《李中堂乐》[3]。
- 传教士富善根据這首歌的曲调写成基督教赞美诗《耶稣美名歌》，1911年就已选入《颂主圣名》。
- 1920年至1924年间義大利作曲家普契尼將這首歌的曲調写入他生前最後一部歌劇《杜蘭朵公主》中[4]，并因此在西方广为流传。
- 1942年，艺术家何仿从天长、六合交界的金牛山地区搜集整理了民歌《鲜花调》(《茉莉花》)[5][6]。
- 1954年，乡村歌手娄丽红最早把著名民歌茉莉花搬上江淮大戏院的舞台。[7]
- 1957年，南京前线歌舞团将其重新整理，更名为《茉莉花》。
- 1959年由中国青年艺术团带到维也纳的第七届世界青年与学生联欢节上。
- 1981年，黃霑為應付財困向寶麗金唱片公司高層馮添枝預售創作，苦無靈感下亂彈鋼琴，恰好彈出小時候爸爸所教的《茉莉花》，即從首句旋律得出歌詞「舊夢不須記」（僅此處化用《茉莉花》），接着又聯想起前妻華娃，文思樂思便如泉湧，於是誕生出《舊夢不須記》。[8]
- 1997年7月1日，香港主權移交給中華人民共和國，馬友友在慶回歸音樂會上演奏《茉莉花》。
- 1999年12月19日午夜，澳门治权移交仪式上，中国政府代表团入场时的伴乐正是由军乐团演奏的《茉莉花》[9]。
- 2006年中國國家主席胡錦濤在對肯亞進行國事訪問時，曾與當地群眾一起以中文合唱民歌《茉莉花》。該新聞曾在中國中央電視台播出。
- 2008年夏季奥林匹克运动会的颁奖音乐为作曲家谭盾、王和声重新编曲的《茉莉花》。[10][11]
- 中国2010年上海世界博览会上，日本館的機器人用小提琴演奏了《茉莉花》。[12]
- 2010年诺贝尔和平奖颁奖典礼，美籍华裔小提琴家张万钧演奏了小提琴曲《茉莉花》。
- 福州电视台《福州新闻》節目片头曲为《茉莉花》。
- 江苏省广播电视总台新闻节目《江苏新时空》在2016年6月1日以前使用《茉莉花》的改编版本作为片头曲，但在2016年6月1日更换包装及片头后全面停用。

## 海外版本
除了中國版的《茉莉花》之外，海外還有日本版和琉球版兩種不同於中國風格的《茉莉花》。
中國民歌《茉莉花》在江戶時代由中國商人帶到日本長崎，成為當地清樂的著名樂曲。日本版的《茉莉花》與中國福建的版本最相近。大田南畝在其1803年編纂的「杏園間筆」中收錄有小曲「文鮮花」，就是日本版的《茉莉花》。而編纂於1831年的清樂樂譜《花月琴譜》中也收錄有《茉莉花》，只不過其題目記載為「含艷曲」。日本版的《茉莉花》名稱非常多，但多將名字誤記為「抹梨花」。
此外，琉球群島沖繩縣中城村伊集的傳統藝能「打花鼓」係自福建傳入，其歌詞發音與《茉莉花》很相近，但旋律與其他版本的《茉莉花》完全不同。
- 日本《花月琴譜》（1832年）中記載的清樂「含艷曲」（茉莉花）
- 日本《月琴樂譜》（1877年）中記載的清樂「茉莉花」。每列從左到右分別是漢字原文、漢字中文發音的振假名、工尺譜。注意：其題目誤被記為「抹梨花」。

## 歌词
传统的江苏民歌歌词为：
好一朵茉莉花，
好一朵茉莉花，
满园花开香也香不过她，
我有心採一朵戴，
又怕看花的人儿骂。
好一朵茉莉花，
好一朵茉莉花，
茉莉花开雪也白不过她，
我有心採一朵戴，
又怕旁人笑话。
好一朵茉莉花，
好一朵茉莉花，
满园花开比也比不过她，
我有心採一朵戴，
又怕来年不发芽。
近些年流传甚广的歌词为：
好一朵美麗的茉莉花
好一朵美麗的茉莉花
芬芳美麗滿枝椏
又香又白人人誇
讓我來將你摘下
送給別人家
茉莉花呀茉莉花
明清的版本 ：
好一朵茉莉花，
好一朵茉莉花，
满园花草也香不过它，
奴有心采一朵戴，
又怕来年不发芽；
好一朵金银花，
好一朵金银花，
金银花开好比钩儿芽，
奴有心采一朵戴，
看花的人儿要将奴骂；
好一朵玫瑰花，
好一朵玫瑰花，
玫瑰花开碗呀碗口大，
奴有心采一朵戴，
又怕刺儿把手扎

## 外部連結
- 黃一農：《中國民歌〈茉莉花〉的西傳與東歸》。